# Robert Weismantel
Robert Weismantel  (* 29. Juni 1965 in München) ist ein deutscher Mathematiker, der auf den Gebieten der diskreten Mathematik und der mathematischen Optimierung arbeitet.

## Leben
Nach dem Abitur 1984 am Johannes-Butzbach-Gymnasium in Miltenberg studierte Weismantel Wirtschaftsmathematik an der Universität Augsburg, wo er 1988 sein Diplom als Wirtschaftsmathematiker erhielt. 1992 wurde Weismantel an der Technischen Universität Berlin bei Martin Grötschel promoviert (Platzieren von Zellen: Theorie und Lösung eines quadratischen 0/1 Optimierungsproblems). Ebenfalls an der TU Berlin erfolgte 1995 die Habilitation (Knapsack Problems, Test Sets and Polyhedra).
In Berlin war Weismantel von 1991 bis 1994 zunächst als wissenschaftlicher Angestellter, dann bis 1997 auch als stellvertretender Leiter der Abteilung für Kombinatorische Optimierung des Konrad-Zuse-Zentrums tätig. Anschließend wechselte er an die Universität Magdeburg, wo er zunächst eine Vertretungsprofessur innehatte, bevor er 1998 auf die C4-Professur für Diskrete Optimierung berufen wurde. Seit 2010 ist Weismantel Professor am Institute for Operations Research der ETH Zürich und seit 2011 auch dessen Leiter. Seit 2020 ist er außerdem als Einstein Visiting Fellow der Einstein Stiftung Berlin an der TU Berlin.
Im Jahr 2010 war Weismantel Eingeladener Sprecher (A Cutting Plane Theory for Mixed Integer Optimization) auf dem Internationalen Mathematikerkongress in Hyderabad.
Weismantel forscht vor allem auf dem Gebiet der gemischt-ganzzahligen Optimierung. Weitere Forschungsthemen sind Anwendungen der diskreten Mathematik in der chemischen Verfahrenstechnik und -steuerung sowie in der Zell- und Systembiologie.

## Auszeichnungen
- Carl-Ramsauer-Preis 1993 der TU Berlin für die Dissertation
- Gerhard-Hess-Preis 1997  der Deutschen Forschungsgemeinschaft
- Otto-von-Guericke-Forschungspreis 2004 der Otto-von-Guericke-Universität Magdeburg
- IBM-Faculty Award 2007, 2010
- Farkas Prize 2015 der INFORMS Optimization Society
- Humboldt-Forschungspreis 2017 der Alexander-von-Humboldt-Stiftung